# Delaware State Route 44
Die Delaware State Route 44 (kurz DE 44) ist eine in Nord-Süd-Richtung verlaufende State Route im US-Bundesstaat Delaware.

## Verlauf
Ab der Abzweigung von der Delaware State Route 300 in Everetts Corner verläuft die DE 44 in südöstlicher Richtung und trifft in Hartly auf die Delaware State Route 11. Nachdem sie die Ortschaft Davis Corner passierte, endet die Straße nach etwa zehn Kilometern an der Delaware State Route 8 in Pearsons Corner.